# Сероголовая альциона
Сероголо́вая альцио́на (лат. Halcyon leucocephala) — вид птиц семейства зимородковых, выделяют пять подвидов. Распространены в Африке.

## Описание
Сероголовая альциона длиной 22 см. У птицы красный клюв, серая голова, красноватая грудь и тёмно-синее оперение верхней стороны крыльев.

## Распространение
Область распространения сероголовой альционы находится в Африке к югу от Сахары. Она простирается от островов Кабо-Верде на западе и Аравийского полуострова на востоке вплоть до южной Африки.

## Питание
Её питание состоит преимущественно из насекомых (среди прочих, саранча), мелких рептилий и амфибий.

## Подвиды
Известны пять подвидов:
- Halcyon leucocephala leucocephala,
- H. l. hyacinthina,
- H. l. pallidiventris,
- H. l. acteon,
- H. l. semicaerulea.